# Römisch-katholische Kathedrale von Gibraltar

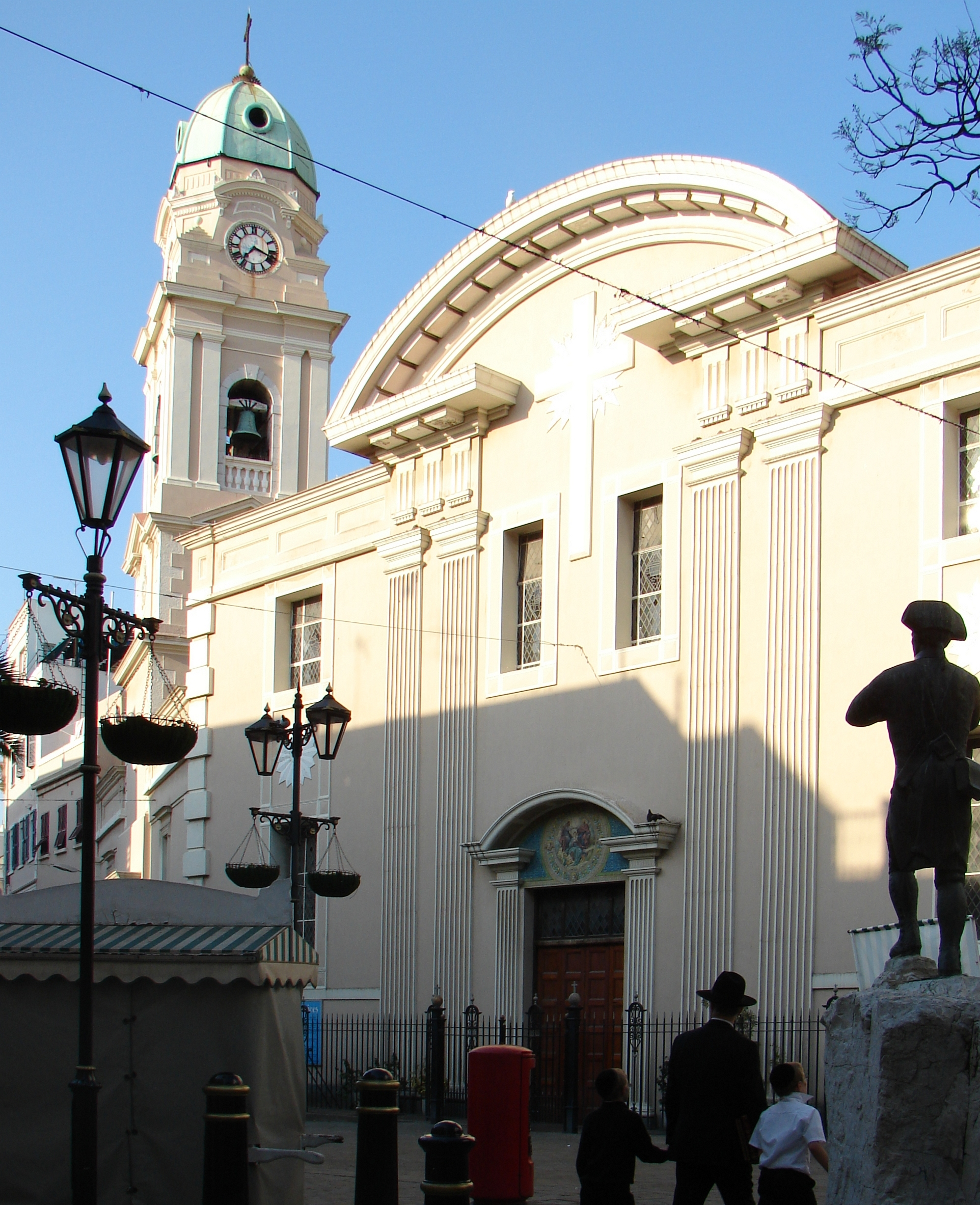
Kathedrale St. Mary the Crowned

Die römisch-katholische Kathedrale von Gibraltar mit dem Patrozinium St. Mary the Crowned (Mariä Krönung; span. Santa María la Coronada) ist die Bischofskirche des katholischen Bistums Gibraltar. Unter britischer Herrschaft entstand im 19. Jahrhundert in Gibraltar auch eine anglikanische Kathedrale mit dem Patrozinium Holy Trinity.

## Geschichte und Architektur

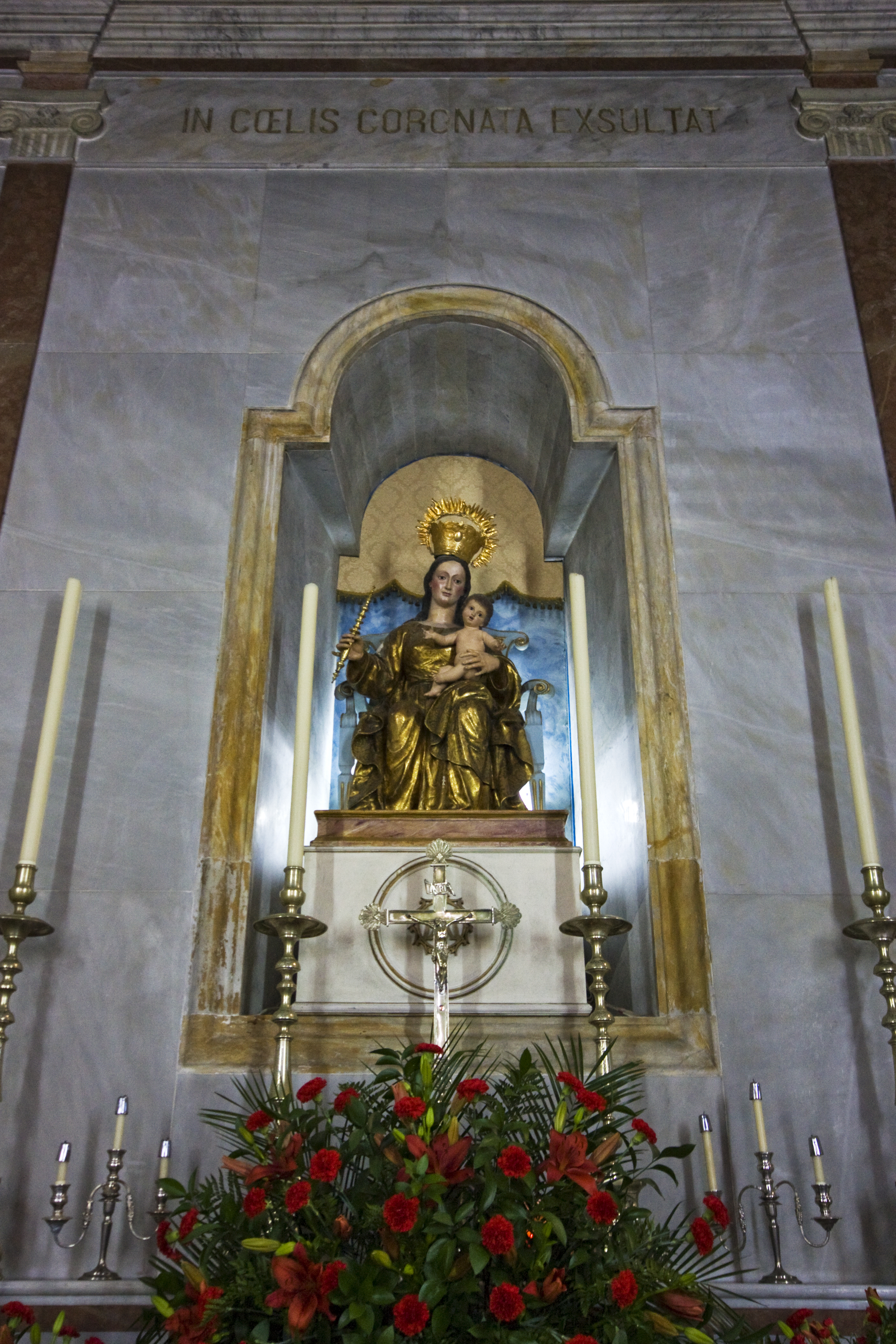
Seitenaltar mit der Nachbildung des Gnadenbilds Unserer Lieben Frau von Europa

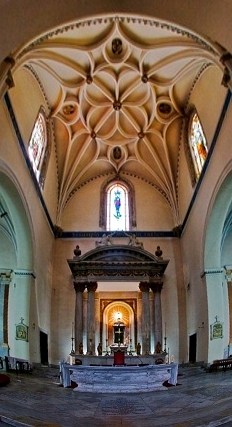
Blick zum Hauptaltar

Die Marienkathedrale hat eine wechselvolle Geschichte. In maurischer Zeit war an der Stelle eine Moschee errichtet worden. Sie wurde nach der Reconquista zunächst in eine Kirche umgewandelt, dann aber unter den katholischen Königen Ferdinand und Isabella abgerissen und um 1500 durch einen größeren Neubau ersetzt, der den Kern der heutigen Kathedrale bildet. Das Langhaus erstreckte sich jedoch mehrere Joche weiter nach Westen über die heutige Main Street hinaus.
Nachdem Gibraltar 1704 in britischen Besitz gelangt war, unternahm die spanische Krone mit der Großen Belagerung 1779–1783 den letzten Versuch einer Rückeroberung. Dabei wurde die Kirche schwer beschädigt, und die teilweise aus dem Exil zurückkehrende katholische Gemeinschaft hatte nicht die Mittel, sie wiederherzustellen. Der britische Gouverneur Robert Boyd bot schließlich Unterstützung an unter der Bedingung, dass das Bauwerk verkürzt wurde, um die Main Street begradigen zu können. 
Bei der darauf folgenden Instandsetzung erhielt St. Mary the Crowned die Fassade und den seitwärts im Winkel stehenden Glockenturm im spätbarock-klassizistischen Stil. Innenraum und Ausstattung wurden nach Vorbildern der italienischen Renaissance erneuert.
Kirchenrechtlich blieb Gibraltar bis 1816 offiziell Teil des spanischen Bistums Cádiz; in diesem Jahr errichtete der Heilige Stuhl das Apostolische Vikariat Gibraltar. Die Marienkirche wurde dessen Sitz, mit der Errichtung des Bistums Gibraltar im Jahr 1910 Kathedrale.